# Epiclytus
Epiclytus is een kevergeslacht uit de familie van de boktorren (Cerambycidae). De wetenschappelijke naam van het geslacht werd voor het eerst geldig gepubliceerd in 1935 door Gressitt.

## Soorten
Epiclytus omvat de volgende soorten:
- Epiclytus bicornutus Holzschuh, 1995
- Epiclytus breuningi Tippmann, 1955
- Epiclytus insolitus Holzschuh, 1991
- Epiclytus itoi Niisato, 1981
- Epiclytus ruficaudus Gressitt, 1951
- Epiclytus stigmosus Holzschuh, 2003
- Epiclytus ussuricus (Pic, 1933)
- Epiclytus velaris Holzschuh, 1998
- Epiclytus yokoyamai (Kano, 1933)